# Barra de Carrasco
Barra de Carrasco es un barrio de Ciudad de la Costa, en el departamento de Canelones, Uruguay.

## Ubicación
El barrio se encuentra situado en la zona suroeste de la ciudad, sobre la costa del Río de la Plata y junto a la desembocadura del arroyo Carrasco en el anterior río. Limita al oeste con el barrio Carrasco de la ciudad Montevideo, del cual es su continuación hacia el este, cubriendo un área de aproximadamente 2,5 km². Sus hogares se distribuyen en 21 manzanas y cuenta con una pequeña plaza pública.

## Historia
Al igual que gran parte de la Ciudad de la Costa, el barrio Barra de Carrasco se establece en parte de los antiguos bañados o humedales de la zona, que fueron donados por la familia García al Estado, para posteriormente desecarlos. El fin de esta donación era, la construcción de un parque público, el actual Parque Franklin Delano Roosevelt. [cita requerida]

## Demografía
Según el censo del año 2011, el barrio contaba con una población de 5 410 habitantes.
| 524           | 1 701 | 2 815 | 4 306 | 4 747 | 5 410 |
| (Fuente: INE) |       |       |       |       |       |